# 中威尔士
中威尔士（威尔士语：Canolbarth Cymru）指的是威尔士的中部地区。威爾斯議會中的中威尔士地区委员会所關心的地區包括锡尔迪金、波伊斯和格温内斯。英国广播公司所定义的中威尔士與中威尔士地区委员会關注的地區類似。威尔士空间规划定義的中威尔士包括锡尔迪金和波伊斯。如果將中威尔士的概念限制在锡尔迪金和波伊斯，则中威尔士的面积为6962平方公里。
中威尔士的地形以坎布里安山脈为主。中威尔士是一个人口稀少的农村地区，经济依赖农业和小企业。锡尔迪金和波伊斯兩地的人口密度只有30人/平方公里。

## 主要定居點
- 阿貝拉尼
- Aberdyfi（英语：Aberdyfi）
- Aberporth（英语：Aberporth）
- 阿伯里斯特威斯
- Bala, Gwynedd（英语：Bala, Gwynedd）
- Barmouth（英语：Barmouth）
- Borth（英语：Borth）
- 布雷肯
- Builth Wells（英语：Builth Wells）
- Caersws（英语：Caersws）
- 卡迪根
- Crickhowell（英语：Crickhowell）
- 多爾蓋萊
- Fairbourne（英语：Fairbourne）
- 哈萊克
- 瓦伊河畔海伊
- Knighton, Powys（英语：Knighton, Powys）
- Lampeter（英语：Lampeter）
- 蘭德林多德威爾斯
- Llandysul（英语：Llandysul）
- Llanidloes（英语：Llanidloes）
- Llanwrtyd（英语：Llanwrtyd）
- Machynlleth（英语：Machynlleth）
- Montgomery, Powys（英语：Montgomery, Powys）
- New Quay（英语：New Quay）
- Newcastle Emlyn（英语：Newcastle Emlyn）
- 紐敦
- Rhayader（英语：Rhayader）
- Tregaron（英语：Tregaron）
- Tywyn（英语：Tywyn）
- 韋爾什普爾
- Ystradgynlais（英语：Ystradgynlais）